# Jacek Antoni Puttkamer
Jacek Antoni Puttkamer herbu Bradacice (1740–1802) – generał adiutant wojsk buławy polnej litewskiej, ciwun gondyński w latach 1788–1790, ciwun birżyniański w latach 1787–1788, sędzia ziemski repartycji rosieńskiej w latach 1767–1787, członek Generalności konfederacji barskiej w 1771 roku, marszałek Księstwa Żmudzkiego w konfederacji barskiej.
Poseł na sejm 1778 roku z Księstwa Żmudzkiego. Poseł na sejm 1780 roku z Księstwa Żmudzkiego. Poseł województwa mińskiego na Sejm Czteroletni w 1790 roku. Jeden z sygnatariuszy Konstytucji 3 maja, deputowany do konstytucji z prowincji Wielkiego Księstwa Litewskiego. Był marszałkiem województwa mińskiego w konfederacji targowickiej.  W maju 1797 otrzymał Order Świętej Anny 2 klasy.